# Obořiště
Obořiště (německy Woborschischt, v místním nářečí Vobořiště) je obec v okrese Příbram ve Středočeském kraji, asi 5 km jižně od Dobříše. Žije zde 723 obyvatel.

## Historie
První písemná zmínka o obci pochází z roku 1333. Původní vladyčí tvrz byla zničena husity roku 1425 a zanikla beze stop. Na místě původní tvrze později vznikla pila, rybářství a dnes pension Nový rybník.
Roku 1677 koupil statek Obořiště známý pražský děkan Jan Tomáš Pešina z Čechorodu, který podnět k postavení kláštera řádu paulínů a ve své závěti jim tyto pozemky odkázal. Řád uherských paulínů (někdy též pavlínů, nikoli paulánů, jak se někdy chybně uvádí) převzal tento majetek roku 1681. Klášterní budova konventu byla postavena v letech 1681 až 1688. Kostel sv. Josefa byl postaven v letech 1702 až 1711 ve vrcholně barokním slohu a vysvěcen 19. března 1712. Architekt není doložen, z jmen políra Vavřince Prée a jeho syna, stavitele Františka Ignáce Prée, který se vyučil v Praze u architekta Františka Maxmiliána Kaňky, Pavel Vlček dovodil Kaňkovo autorství.
Roku 1713 postihl obec mor, rozšířený tehdy po celých Čechách, který měl spousty obětí. Klášter paulínů byl zrušen roku 1786 Josefem II. Roku 1789 bylo vydraženo Obořiště k rukám knížete Colloredo Mansfelda jako dar pro jeho manželku. Od těchto dob bylo spojeno panství obořišťské s dobříšským. V klášteře byla zřízena roku 1825 továrna na ocet, která zanikla roku 1853 a byla převedena na Dobříš. Od roku 1989 byly postupně některé lesy a pozemky vráceny rodu Colloredo-Mansfeld. Hospodu patřící ke statku převzal do držení roku 1865 dobříšský měšťan Vojtěch Štefanides a tento hostinec patří rodině dodnes.
V obci žil a zemřel po svém návratu z exilu spisovatel Jan Beneš.

## Obecní správa

### Části obce
- Lhotka (k. ú. Lhotka u Dobříše)
- Obořiště (k. ú. Obořiště)

Sousedními obcemi sídla jsou Ouběnice, Rosovice, Svaté Pole, Daleké Dušníky, Dobříš a Dlouhá Lhota.

Před rokem 1880 byl tehdejší Obořišť součástí obce Svaté Pole. Od roku 1961 patří pod obec i Lhotka.

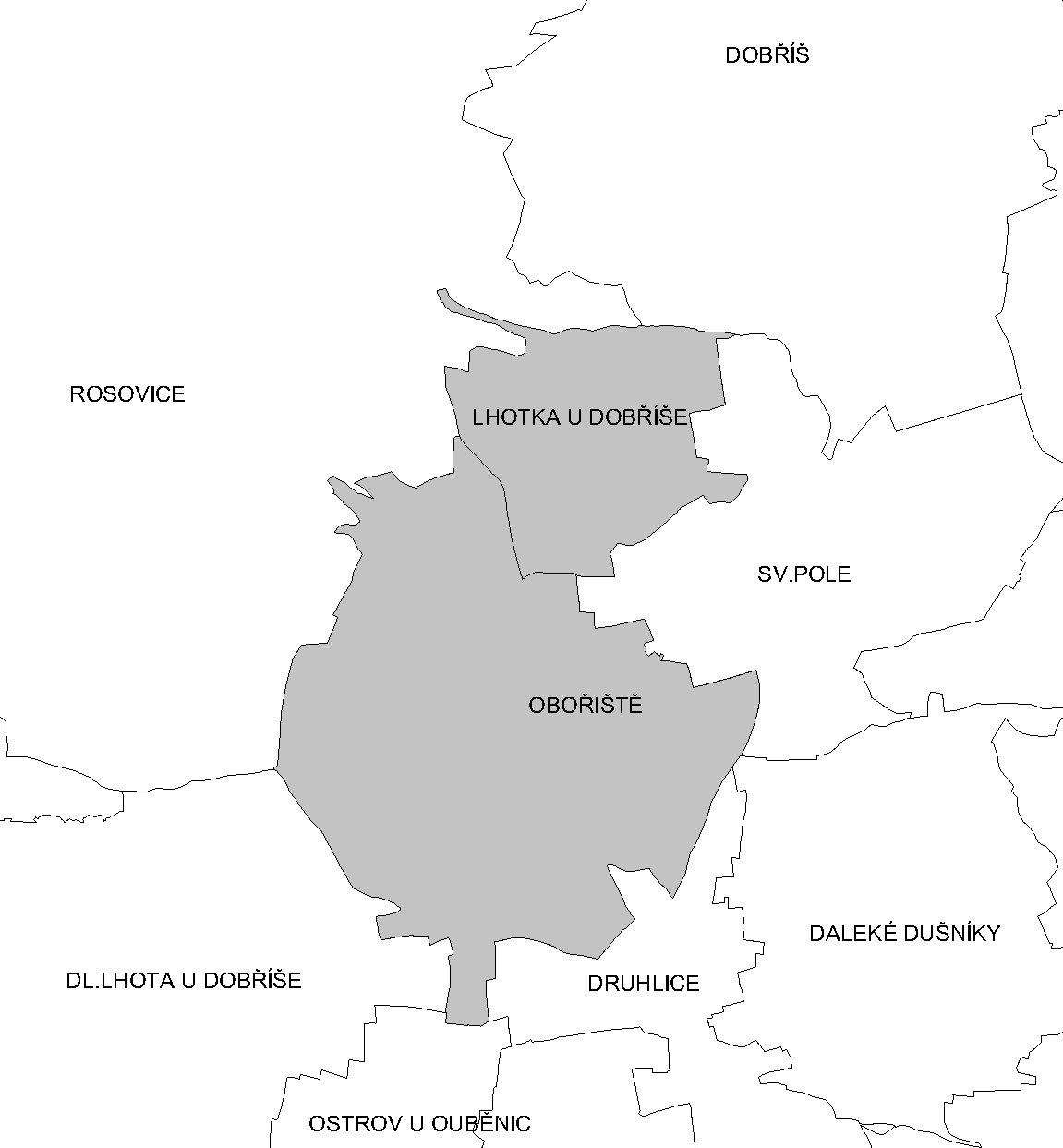
Katastrální území Obořiště

### Územněsprávní začlenění
Dějiny územněsprávního začleňování zahrnují období od roku 1850 do současnosti. V chronologickém přehledu je uvedena územně administrativní příslušnost obce v roce, kdy ke změně došlo:
- 1850 země česká, kraj Praha, politický okres Příbram, soudní okres Dobříš[6]
- 1855 země česká, kraj Praha, soudní okres Dobříš
- 1868 země česká, politický okres Příbram, soudní okres Dobříš
- 1939 země česká, Oberlandrat Tábor, politický okres Příbram, soudní okres Dobříš[7]
- 1942 země česká, Oberlandrat Praha, politický okres Příbram, soudní okres Dobříš[8]
- 1945 země česká, správní okres Příbram, soudní okres Dobříš[9]
- 1949 Pražský kraj, okres Dobříš[10]
- 1960 Středočeský kraj, okres Příbram
- 2003 Středočeský kraj, okres Příbram, obec s rozšířenou působností Dobříš

## Společnost

### Rok 1932
V obci Obořiště (541 obyvatel, poštovna, klášter) byly v roce 1932 evidovány tyto živnosti a obchody: autodoprava, družstvo pro rozvod elektrické energie v Obořišti, holič, 2 hostince, kapelník, 3 koláři, kovář, 2 krejčí, mlýn, 2 obuvníci, pekař, rolník, řezník, 4 obchody se smíšeným zbožím, trafika, 2 zámečníci.

## Pamětihodnosti
- Pozdně barokní hospodářský dvůr
- V letech 1681–1688 vystavěn barokní čtyřkřídlý klášter paulínů s ambity. Dnes je zde výchovný ústav[12].
- Barokní kostel sv. Josefa na půdorysu tří prolínajících se oválů, dílo Kryštofa Dienzenhofera

## Doprava

### Dopravní síť
Do obce vedou silnice III. třídy. Okolo obce vede dálnice D4. Železniční trať ani stanice či zastávka na území obce nejsou.

### Autobusová doprava 2024
Autobusovou dopravu v obci Obořiště zajišťují společnosti Arriva Střední Čechy a Martin Uher. Obec je součástí Pražské integrované dopravy (PID). V obci se nacházejí zastávky Obořiště a Obořiště,Vyšehrad. Ve Lhotce se nachází zastávka Obořiště,Lhotka. Obci prochází dvě autobusové linky: 517 a 520. Autobusová linka 517 zajišťuje spojení mezi Příbramí, Hájemi, Dubencem, Dlouhou Lhotou, Obořištěm, Dobříší a Voznicí. Linka 520 propojuje Dobříš s okolními obcemi včetně Obořiště, Hřiměždic nebo Kamýku nad Vltavou.

## Galerie

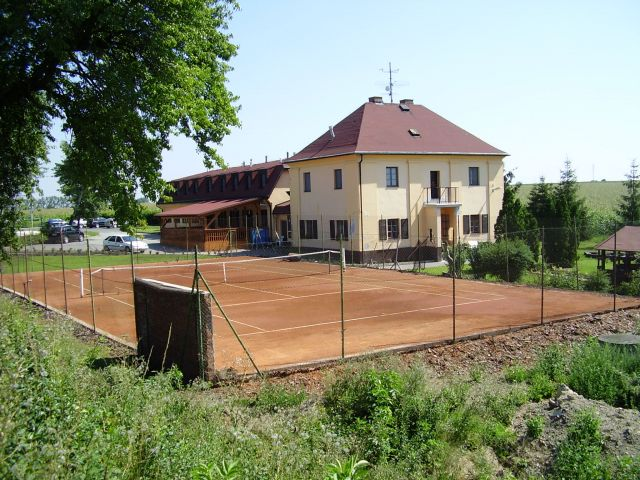
Pension Nový rybník na místě původní vladyčí tvrze
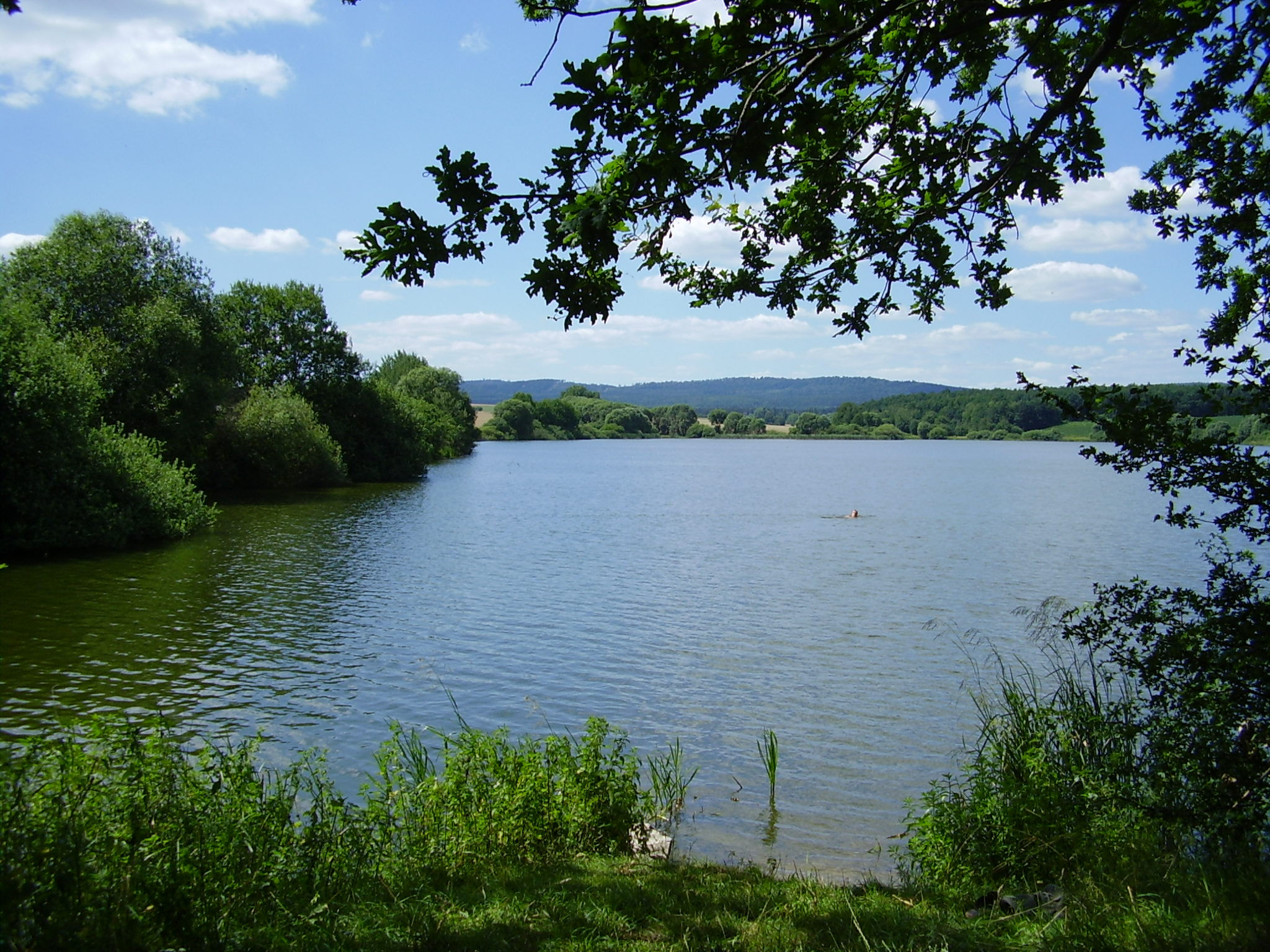
Koupání v Novém rybníku u penzionu
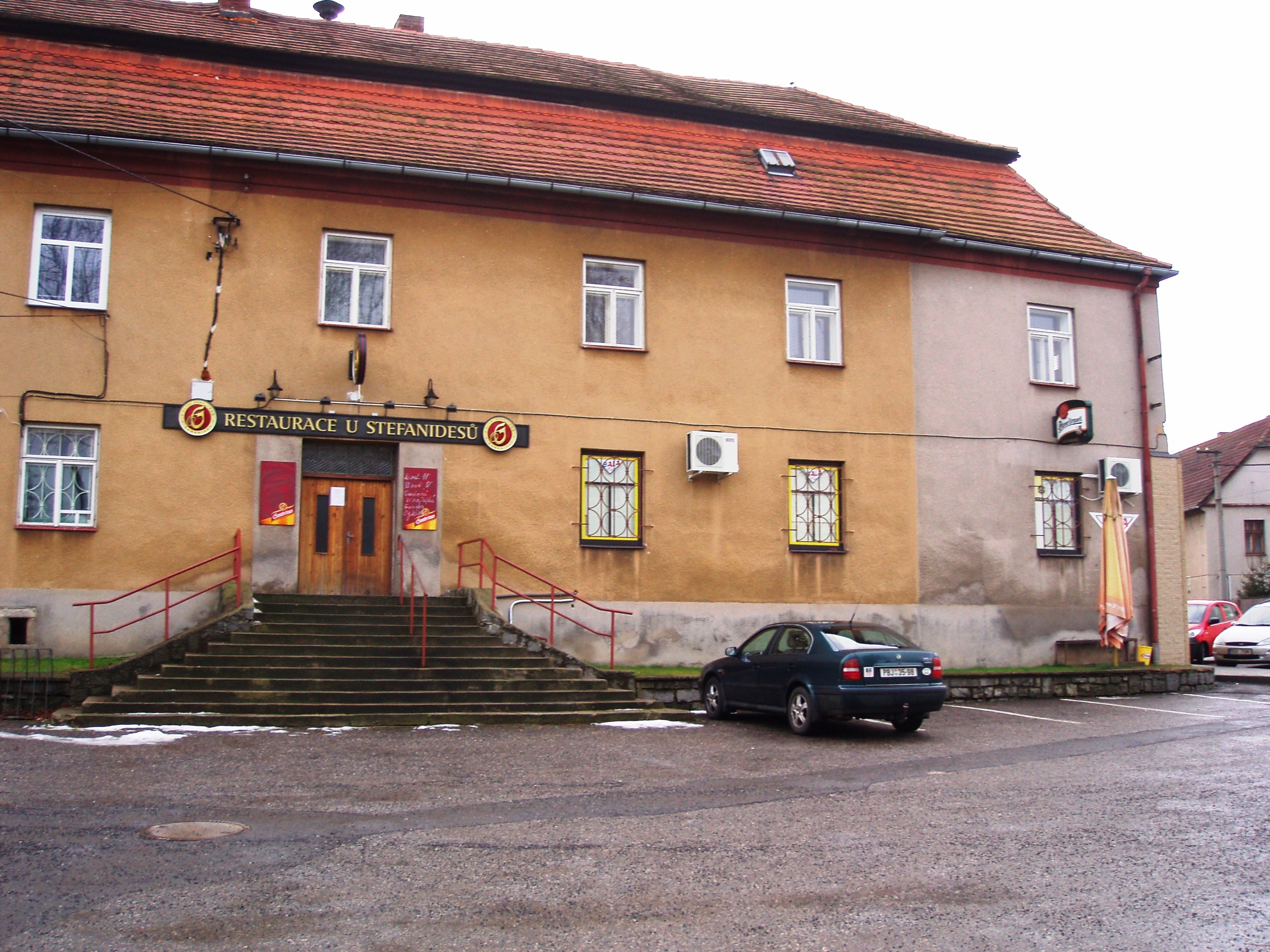
Původní barokní hostinec paulínů, dnes restaurace U Štefanidesů
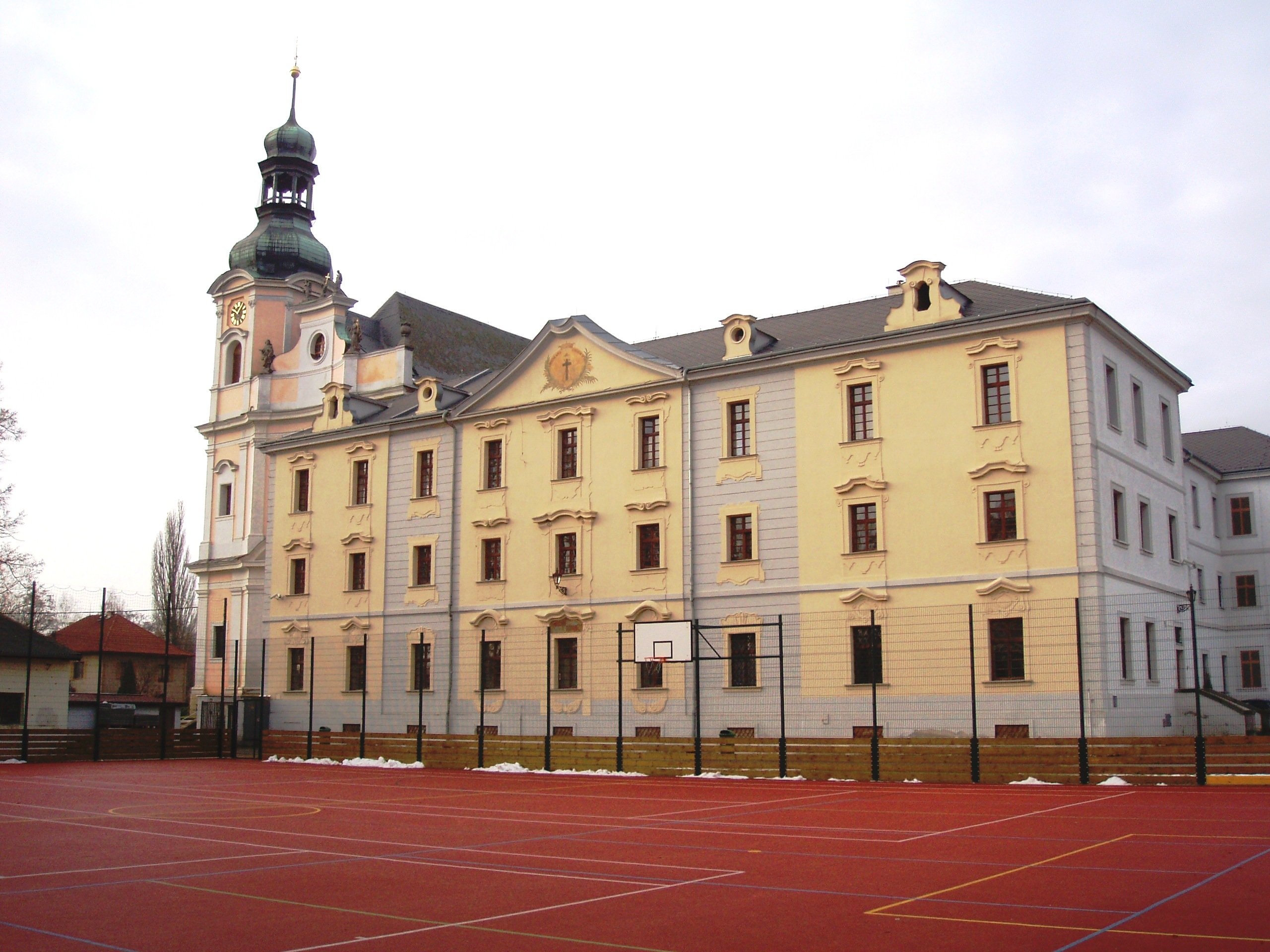
Původní klášter paulínů, dnes výchovný ústav se střední školou
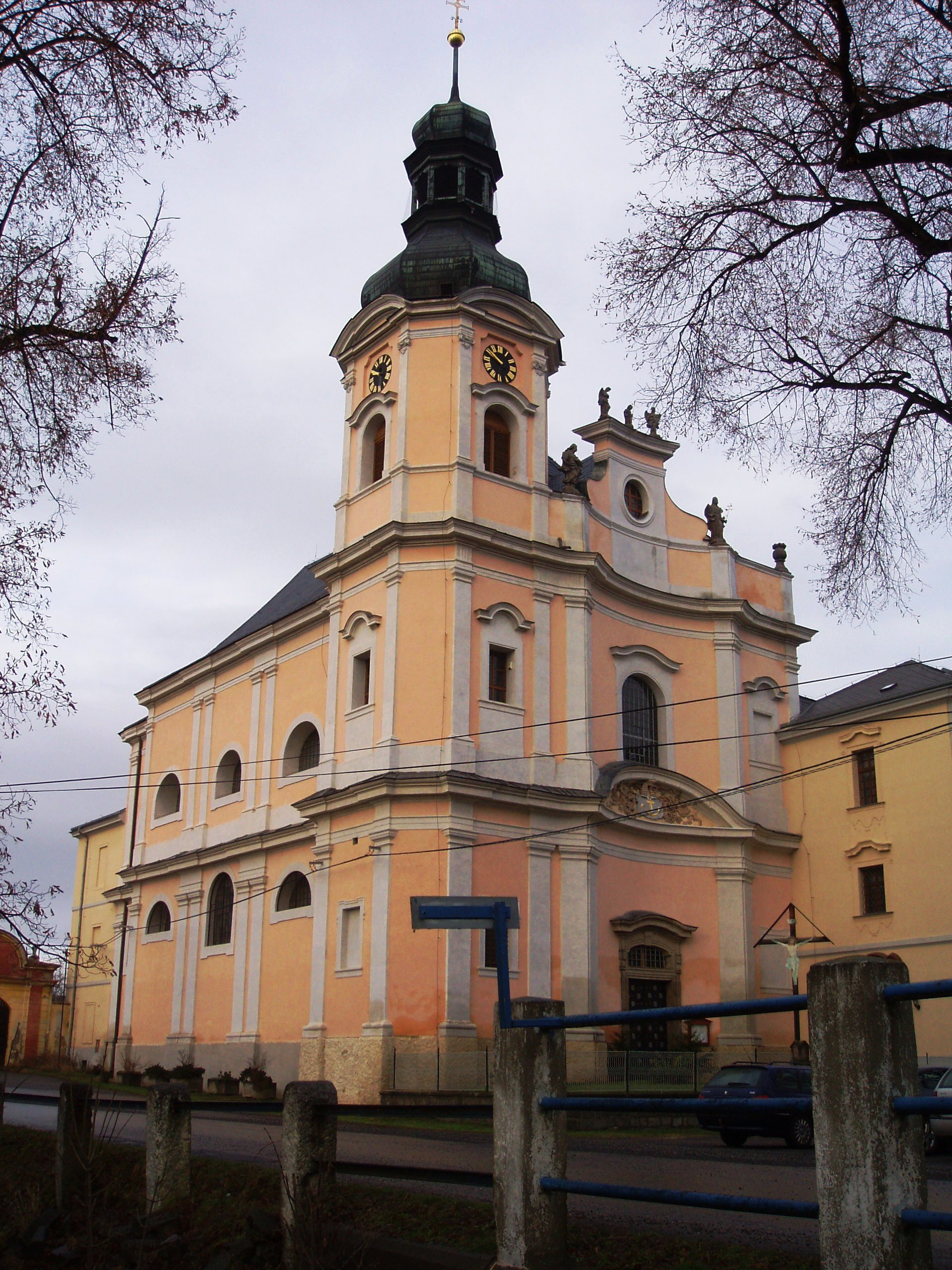
Barokní kostel sv. Josefa, dílo Kryštofa Dienzenhofera
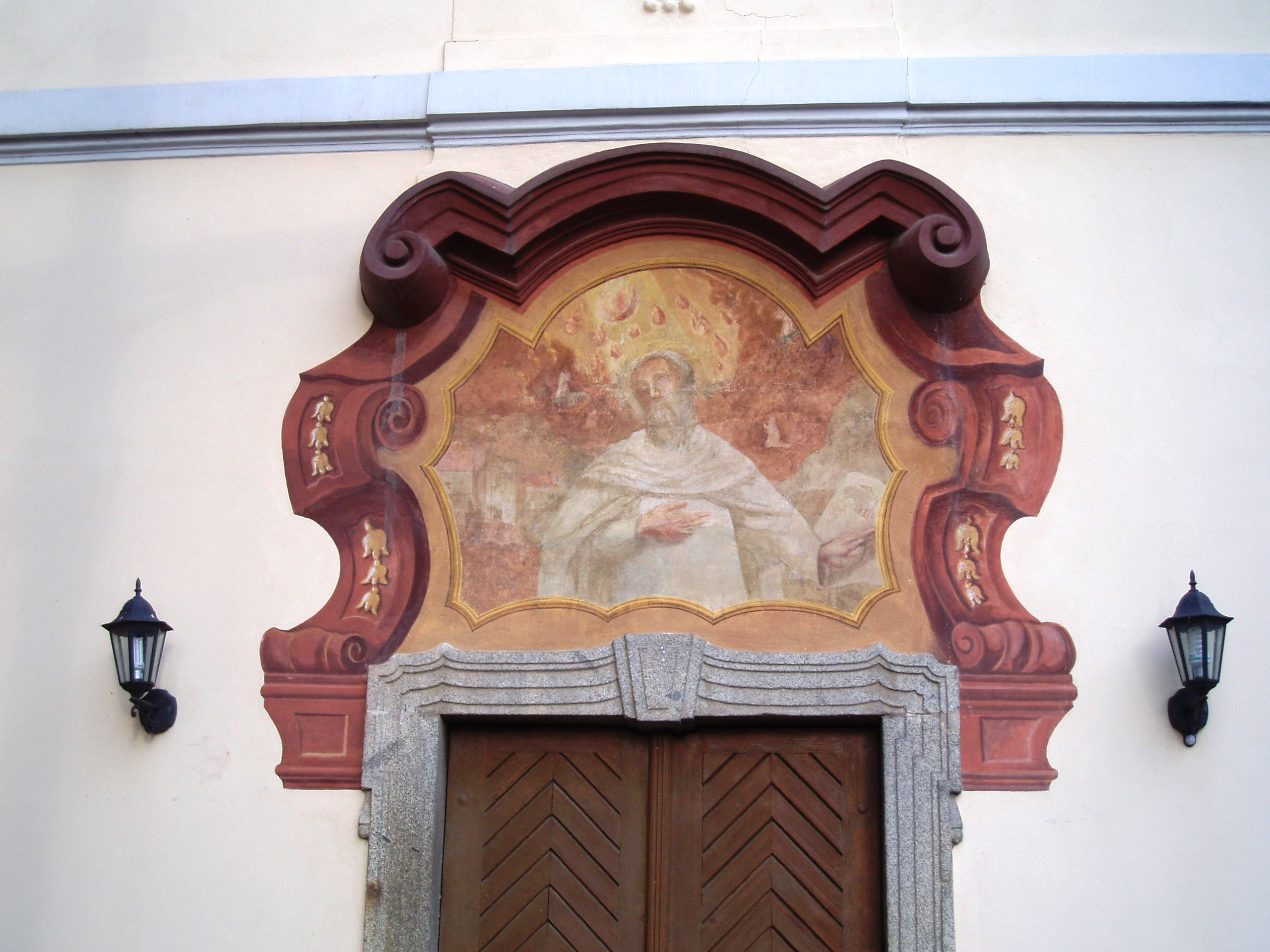
Eusebius Uherský, zakladatel řádu paulínů. Vstupní portál kláštera.
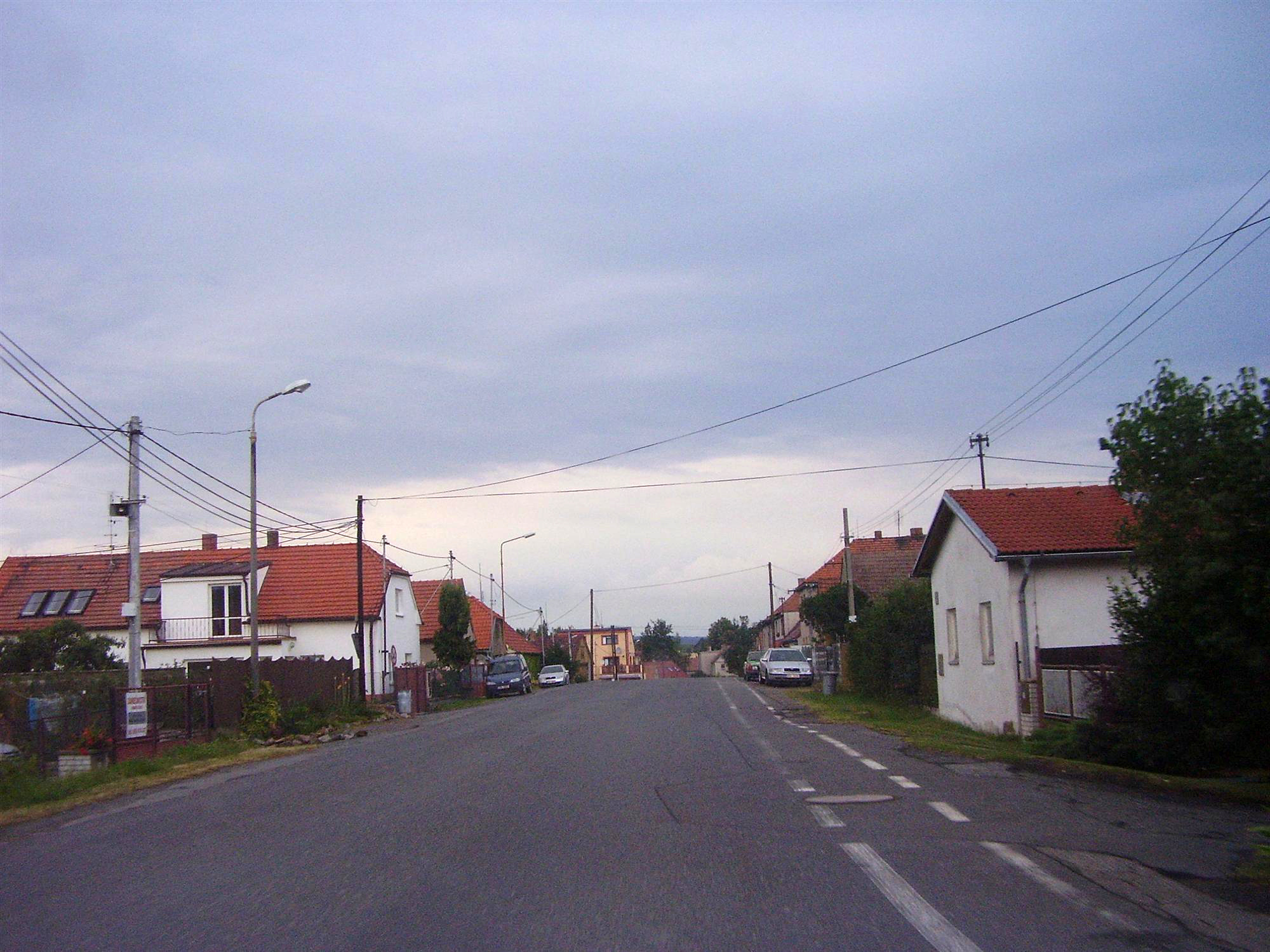
Hlavní silnice procházející obcí